# Talerze amputacyjne

Talerze amputacyjne

Talerze amputacyjne, tarcze amputacyjne - narzędzia chirurgiczne używane do przesunięcia masy mięśniowej pokrywającej kość w trakcie zabiegu amputacji kończyny (zazwyczaj w trakcie zabiegu na kończynie dolnej), co pozwala przygotować kość do przecięcia w sposób umożliwiający późniejsze pokrycie jej mięśniami i skórą. 
Instrument składa się z dwóch składanych półtalerzy z otworem lub otworami i uchwytów. Talerze z pojedynczym otworem używane są do przecięcia kości udowej, talerz z dwoma otworami (większym na kość piszczelową i mniejszym na kość strzałkową) służy do amputacji podudzia.